# Тонакатепекве
Тонакатепекве (шп. Tonacatepeque) је град у Салвадору у департману Сан Салвадор. Према процени из 2007. у граду је живело 90.896 становника.